# Frédéric Gorny
Frédéric Gorny (* 6. září 1973 Asnières-sur-Seine) je francouzský herec. Svou kariéru zahájil v devadesátých letech. První filmovou roli dostal v roce 1994 ve snímku Divoké rákosí; za svůj výkon byl nominován na Césara pro nejslibnějšího herce. Později hrál v řadě dalších filmů a také seriálů, mezi něž patří například Hrabě Monte Cristo (1998), Vojna a mír (2007) a Chérif (od 2013). Hraje také v divadle. V roce 2013 byl předsedou juniorské poroty na Filmovém festivalu v Cannes.

## Filmografie (výběr)
- Divoké rákosí (1994)
- Tykho Moon (1996)
- Sentimental Education (1998)
- Jeanne a skvělý chlapík (1998)
- Můj skutečný život v Rouenu (2002)
- Žirafí krk (2004)
- Sartre, věk vášní (2006)
- Záhada na Mont Blancu (2009)
- 10 jours en or (2012)